# Kamp Ash
Kamp Ash (Engels: Ash Camp, ook bekend als Ash Civilian Assembly Center), in Shanghai, China, was een tijdens de Tweede Wereldoorlog door Japan opgezet interneringskamp voor burgers van geallieerde landen. Er waren in deze periode op het vasteland van China alsmede in Hongkong in totaal vijfentwintig van dergelijke Japanse interneringskampen met ongeveer 14.000 geïnterneerden. Twaalf daarvan bevonden zich in Shanghai. Vier van de kampen in Shanghai waren bestemd voor internering van in China werkzame missionarissen en nonnen met een paspoort van een van de geallieerde landen. In China werkzame zendelingen en hun families werden meestal in de kampen met andere burgers geïnterneerd. 

## Achtergrond
Eind 1937 hadden Japanse troepen het deel van Shanghai buiten het internationale concessiegebied bezet. Op  8 december 1941, een dag na de Japanse aanval op Pearl Harbor, werd ook het gebied van de concessies bezet. De privileges die burgers van geallieerde landen hadden in het gebied hadden werden opgeheven. Die burgers werden onder meer verplicht een armband te dragen die hun nationaliteit aangaf. Vanaf eind 1942 werden die burgers geïnterneerd in de uiteindelijk twaalf kampen. Er werd daarbij een uitzondering gemaakt voor chronisch zieken, ouderen en vrouwen die gehuwd waren met een Chinese echtgenoot. Mannen met een Chinese vrouw als echtgenote werden wel geïnterneerd. 

## Het kamp
Het kamp Ash was gevestigd op 65 Great Western Road (nu Yan'an Xi Lu) en ontleende zijn naam aan het gebruik van as (Eng.: ash) om de laaggelegen delen van het kamp te verhogen en zo overstromingen te voorkomen. Vóór de Tweede Wereldoorlog was het een kazerne van de Argyll and Sutherland Highlanders.
Het kamp werd geopend op 1 maart 1943. Het oostelijke deel werd gebruikt door eenheden van de marionettenstaat Japans-China onder leiding van Wang Jingwei. Het westelijke deel werd gebruikt voor het interneren van burgers van de geallieerde staten. 
Het kamp bestond houten barakken, verdeeld in kamers van ongeveer 10 m² voor families. Oudere kinderen en ongehuwden verbleven in slaapzalen met ongeveer zeven kamers. Zoals ook in de andere kampen moesten de geïnterneerden zelf herstel- en onderhoudswerkzaamheden verrichten om een minimum aan leefbaarheid te kunnen creëren. In het geval van kamp Ash vereiste dat zware lichamelijke arbeid. In de beginfase van het kamp vormden vrouwen en kinderen een aanzienlijke meerderheid. Later werden ruim dertig mannen uit het kamp in Pudong overgeplaatst naar Ash om bij die werkzaamheden te helpen.
In de periode dat het kamp bestond werden daar in totaal 521 personen geïnterneerd. Het overgrote deel van de volwassen mannelijke geïnterneerden was werkzaam geweest voor het gemeentebestuur van Shanghai en had de Britse nationaliteit.  De geïnterneerden ontvingen maandelijks een voedselpakket via het Zwitserse Rode Kruis. Die organisatie kon de geïnterneerden ook voorzien van Comfort Money op basis van een te ondertekenen promesse om het bedrag na de oorlog terug te betalen, waardoor zij extra voedsel konden kopen. In de kampen in Shanghai werd daarvan maar een gering gebruik gemaakt, maar in de overige kampen in China was dit vaak bittere noodzaak. Kamp Ash kende ook geen interne zwarte markt.
De kampen in Shanghai werden in augustus 1945 bevrijd. In Kamp Ash waren er vergeleken met de overige kampen in Shanghai relatief weinig crisissituaties. In de periode maart 1943- augustus 1945 overleden in totaal 10 personen in het kamp. 
Alfabetisch op naam.  Indien een kamp meerdere rollen had, staat het in de "hoogste" groep.
Zie ook: Lijst van naziconcentratiekampen · Jappenkampen in Nederlands-Indië · Lijst van jappenkampen